# George Dyson
Pour les articles homonymes, voir Dyson (homonymie).
George Dyson, né le 28 mai 1883 à Halifax et mort le 28 septembre 1964 à Winchester, est un organiste et compositeur britannique renommé.
Il est également le père du physicien britannique Freeman Dyson.

## Biographie
Issu d’une famille peu fortunée, son père était forgeron, il obtint deux bourses d’études pour étudier l’orgue et la composition au Royal College of Music à Londres. En 1904 il remportait la bourse Mendelssohn, ce qui lui permit de séjourner en Italie et de passer par Vienne et Berlin. Il rejoint les Royal Fusiliers en 1914, puis la Royal Air Force en 1916, où il termine l'écriture de la deuxième partie de la RAF March Past. En 1921 il commence une carrière comme professeur de musique dans différentes écoles : maître de musique au Wellington College de Crowthorne et professeur de composition au Royal College of Music, dont il est nommé directeur en 1937, et où il resta jusqu'en 1942.

## Œuvre
Avant la guerre de 1914 il commence à se faire connaître par ses trois rhapsodies pour quatuor à cordes.
Entre les deux guerres  il fut surtout célèbre grâce à sa musique chorale, d’abord de la musique d’église, puis des œuvres pour chœur et orchestre, notamment l'hymne Hierusalem, composé en 1956.
Peu avant la seconde guerre, il écrivit une symphonie en sol majeur et un concerto pour violon.
Il continua à écrire encore après avoir quitté ses fonctions au Royal College of Music : Sweet Thames Run Softly, Agincourt, A Christmas Garland…

## Distinctions
- Chevalier (Knight Bachelor - 1941)[1]
- Chevalier commandeur de l'ordre royal de Victoria (KCVO - 1953)[2]

## Source
- (en) Cet article est partiellement ou en totalité issu de l’article de Wikipédia en anglais intitulé « George Dyson » (voir la liste des auteurs).
- Texte de Lewis Foreman, accompagnant le CD réf. CHAN10439